# 第107飛行隊 (イスラエル空軍)
イスラエル空軍 第107飛行隊（107 Squadron） は、イスラエル航空宇宙軍で3番目に戦闘機を運用した飛行隊である。別名としてナイツ・オブ・ザ・オレンジ・テイル（The Knights of the Orange Tail Squadron）、またはライオンヘッド・スコードロン（The Lion Head Squadron）とも呼ばれる。

## 歴史
第107飛行隊は1953年1月に、第101飛行隊を補佐する戦闘機飛行隊として第105飛行隊に続いてラマト・ダヴィド空軍基地に編成された。編成時の装備機はスピットファイアMk.IXで、これは同じ頃に第101飛行隊、第105飛行隊にも配備されていた。しかしながら翌1954年3月には第107飛行隊は解散し、配備されていたスピットファイアは第105飛行隊に移管された。
1962年2月になって、第107飛行隊はミラージュIIIへの運用機種変更のため一旦解隊された第117飛行隊から移管されたグロスター ミーティアF.8、グロスター ミーティアFR.9を運用する飛行隊としてラマト・ダヴィド空軍基地で再編成された。1964年になると、第107飛行隊の運用機種はウーラガンに更新され、ミーティアF.8/FR.9は第110飛行隊に移管された。
1967年の第三次中東戦争では、第107飛行隊はウーラガンを運用しエジプト軍の航空基地への対地攻撃任務（フォーカス作戦）に従事し、この戦争中に計475回の出撃を行い損失はわずか3機であった。第三次中東戦争後、第107飛行隊は再度解散し、装備していたウーラガンや人員は、当時ウーラガンを運用していたもう一つの飛行隊である第113飛行隊に合流する事になった。
1971年2月になって、第107飛行隊はF-4E"クルナス"を運用する4番目の飛行隊としてハツェリム空軍基地で再編成された。この時の飛行隊長は第101飛行隊在籍時にミラージュIIIで敵航空機8機撃墜の記録を持つイフタク・スペクターであった。第107飛行隊のF-4Eは垂直尾翼をオレンジ色に塗装していたため、本飛行隊は"ナイツ・オブ・ザ・オレンジ・テイル"のニックネームで呼ばれる事となった。
第四次中東戦争の勃発した1973年10月には、第107飛行隊はシナイ半島南端のオフィラ空軍基地（現在のシャルム・エル・シェイク国際空港）に駐留していた。10月6日にエジプト軍による奇襲の報が入ると第107飛行隊は迎撃体制に入り、オフィラ空軍基地に向かってきた計27機のエジプト空軍航空部隊を2機のF-4Eで迎撃し、空中戦で計7機のエジプト空軍機を撃墜した。この時の4人のパイロットは戦後そろって殊勲章を授与され、後にこの航空戦はオフィラの空戦と呼ばれるようになった。また、これらのパイロット中には、後に計14機を撃墜しイスラエル空軍トップエースの一人となったアミル・ナフミが居た。また同じ日には、第107飛行隊の別のF-4Eが機関砲でエジプト軍のMi-8ヘリコプター5機を撃墜し、この機の2名の乗員もエースパイロットとなっている。。
10月13日には第107飛行隊はシリアのサイカル空軍基地の攻撃に向かい、翌14日にはタンタのエジプト軍航空基地の攻撃に向かった。これらの戦闘でもアミル・ナフミは敵航空機を撃墜しており、第四次中東戦争終了時には7機撃墜を記録してイスラエル空軍のF-4トップエースとなっていた。また、飛行隊長のイフタ・スペクターもこの戦争の前後にF-4Eで4機を撃墜し、総撃墜数を12機としていた。この戦争後、1978年から1980年まではアミル・ナフミが第107飛行隊の飛行隊長を務めた。第107飛行隊はこの後もF-4Eの運用を続けていたが、1997年に一旦解散された。
2006年7月5日になって、第107飛行隊はイスラエル空軍でF-16I Sufaを運用する3番目の飛行隊として再編成された。再編当初は第107飛行隊向けの配備機数が少なく、2004年からF-16Iの運用を開始していた第253飛行隊、第119飛行隊と同じラモン空軍基地を拠点としていたが、第107飛行隊向けの配備機数が揃ってからは再びハツェリム空軍基地に所属している。